# Kommandobehörde
Eine Kommandobehörde (KdoBeh) bezeichnet (in der Bundeswehr) eine militärische Dienststelle, die in der Regel truppendienstliche und fachliche Führungsaufgaben gegenüber unterstellten Truppenteilen und nachgeordneten Dienststellen wahrnimmt.
Eine Höhere Kommandobehörde (HöhKdoBeh) ist eine militärische Dienststelle der Streitkräfte, welche dem Bundesministerium der Verteidigung unmittelbar nachgeordnet ist.

## Geschichte
In der deutschen Wehrmacht waren zur Organisation der Streitkräfte unterschiedliche Einstufungen einer Dienststelle üblich. Zu den Kommandobehörden gehörten:
- Oberkommandos (Wehrmacht (OKW), Heer (OKH), Marine (OKM) und Luftwaffe (OKL))
- Heeresgruppen-Kommandos
- Armee-Oberkommandos (auch Panzerarmee / Gebirgs-Armee / Fallschirmjäger-Armee)
- Armeegruppen-Oberkommandos
- Korpskommandos (auch Panzerkorps / Gebirgskorps / Fallschirmjägerkorps)

Ergänzend wurden auch Armeeabteilungen und Korpsabteilungen als Kommandobehörden klassifiziert.
In der Vergangenheit wurde als Kommandobehörde eine militärische Dienststelle, die in der Regel Großverbände auf der Ebene Brigade oder Division führt, definiert. Eine Höhere Kommandobehörde war eine militärische Dienststelle vom Korpskommando oder von entsprechenden Dienststellen an aufwärts.

## Dienststellen (Auswahl)

### Höhere Kommandobehörden

#### Aktuell
- Operatives Führungskommando der Bundeswehr
- Kommando Heer
- Kommando Luftwaffe
- Marinekommando
- Unterstützungskommando der Bundeswehr
- Kommando Cyber- und Informationsraum
- Führungsakademie der Bundeswehr
- Zentrum Innere Führung

#### Ehemalig
- Heeresführungskommando
- Heeresamt
- Heeresunterstützungskommando
- Luftflottenkommando/Luftwaffenführungskommando
- Luftwaffenamt
- Luftwaffenunterstützungskommando
- Kommando Einsatzverbände Luftwaffe
- Kommando Unterstützungsverbände Luftwaffe
- Zentrum Luftoperationen
- Luftwaffentruppenkommando
- Luftfahrtamt der Bundeswehr
- Flottenkommando
- Marineamt
- Marineunterstützungskommando
- Kommando der Flottenbasis
- Kommando der Marineausbildung
- Zentrale Marinedienststelle
- Zentrales Marinekommando
- Kommando Sanitätsdienst der Bundeswehr
- Kommando Streitkräftebasis
- Streitkräfteunterstützungskommando
- Streitkräfteamt
- Einsatzführungskommando der Bundeswehr
- Territoriales Führungskommando der Bundeswehr
- Planungsamt der Bundeswehr
- 1. Deutsch-Niederländisches Korps
- Eurokorps
- Multinationales Korps Nord-Ost
- Multinationales Kommando Operative Führung